# A határozat
A határozat 1972-ben forgatott, majd 1973-ban elkészült 100 perces, fekete-fehér, ún. szituációs dokumentumfilm, melyben a rendezők, Ember Judit és Gazdag Gyula, valamint az operatőr, Jankura Péter a szereplők mindennemű instruálása és befolyásolása nélkül, kizárólag mint megfigyelők követték kamerájukkal az eseményeket és az azok során kibontakozó dialógusokat, konfliktusokat.
Az új gazdasági mechanizmus reformkísérleteinek végóráiban készült film azt mutatja be, ahogy a bicskei járási pártszervezet vezetői a felcsúti Új Élet Termelőszövetkezet menedzser típusú, agilis és sikeres elnökét autokrata módon, párthatározattal igyekeznek leváltatni,  aknamunkájuk azonban a tsz-tagság ellenállásán átmenetileg megbukik. Az elkészülte után rögtön betiltott film 1984-ben – teljes sajtó- és hírzárlat mellett – megkapta a 17. Magyar Játékfilmszemle szakmai díját. Ugyanebben az évben láthatta először a nagyközönség, mozifilmként való forgalmazásának engedélyezésére azonban 1993-ig várni kellett. A Balázs Béla Stúdiónak ez az alkotása a korabeli kritikák és az utókor esztétáinak egybehangzó véleménye szerint a hazai filmes dokumentarizmus egyik legjelesebb darabja. 

## Cselekménye
A határozat egy vidéki termelőszövetkezet elnökének visszahívása körüli konfliktusokról, a diktatórikus és autokrata hatalomgyakorlásról, a párt vezetési módszereinek torzulásairól, a centralizált irányítással szembeni közösségi és egyéni döntések lehetőségeinek esélyeiről szól. A képkockákon kibontakozik a hetvenes évek tipikus hatalmi paternalizmusa, az a mechanizmus, amellyel a párt helyi szervei a központi politikai akaratot többé-kevésbé burkoltan, de annál fenyegetőbben próbálják ráerőszakolni egy alájuk rendelt közösségre. Hiába prosperál a szövetkezet, a nagyrészt megalapozatlan vádak és kisstílű gyanúsítgatások elegendő ürügyet szolgáltatnak ahhoz, hogy a politika egy autonóm és sikeres termelőegység életébe beleszóljon, szuverenitását kikezdje, eredményhelyzetét lenullázza. Eszköztárában ehhez mindent felvonultat, a tekintélyelvű érveléstől és az elvszerűtlen ideológiai frázisoktól az intrikán és aknamunkán át a fenyegetőzésig és zsarolásig. A film a Kádár-rendszer groteszk tükreként felvonultatja a 70-es évek közéletének jellegzetes figuráit, a hatalmának teljes tudatában pózoló, fölényes és cinikus helyi pártvezetőtől a személyes sértettségükben őt támogató pártapparatcsikokon és ingadozó bürokratákon át az érthetetlennel és értelmetlennel szembeszálló nyakas téeszparasztokig.

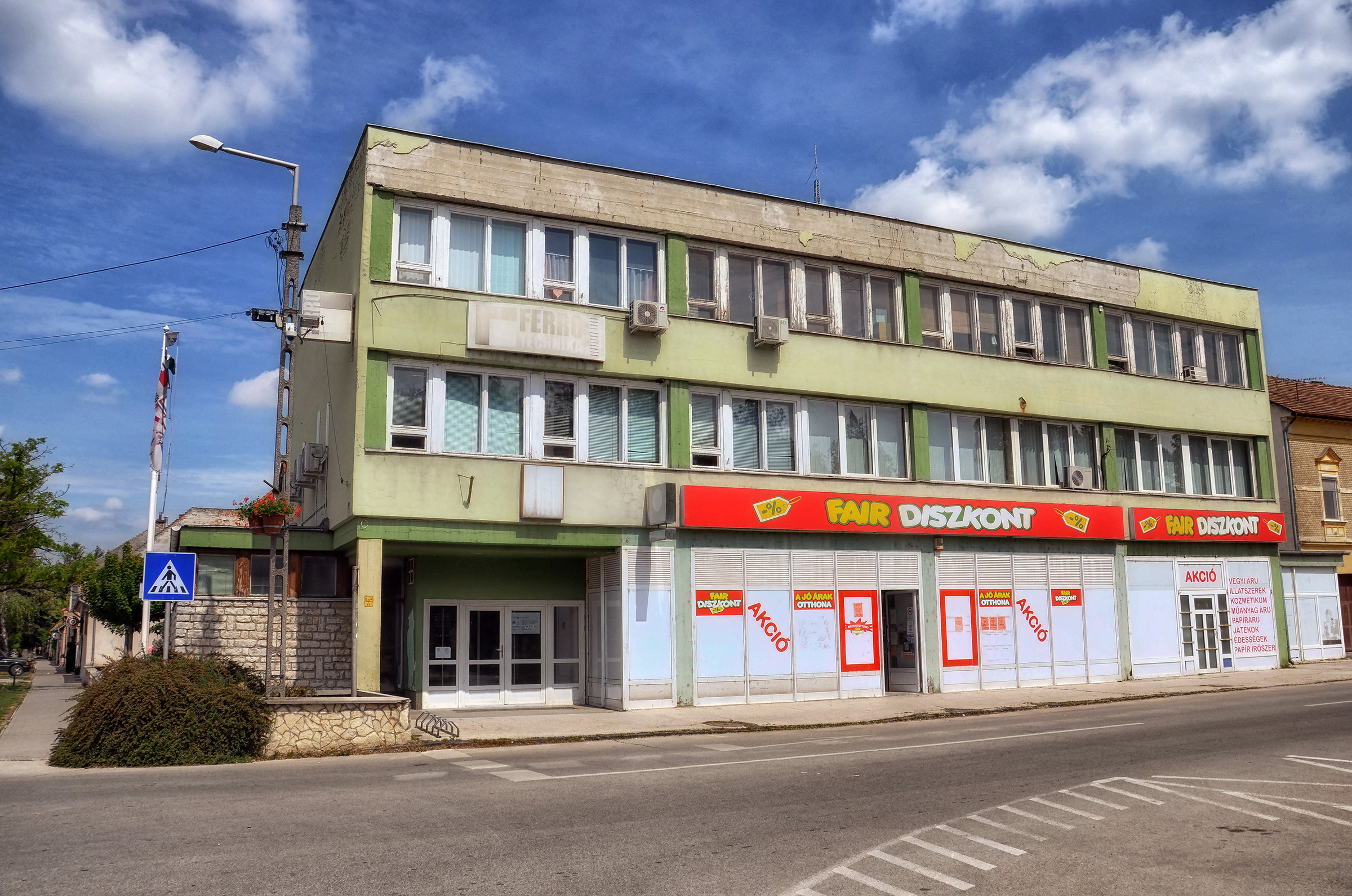
Az egykori bicskei pártház, amelyben a film nyitó- és zárójelenetét forgatták

A film a MSZMP Bicskei Járási Végrehajtó Bizottságának hivatali irodájában indul, ahol 1972. február 3-án négy pártember üli körül cigarettafüstbe burkolózva az asztalt: Estélyi Gyula, a Járási Pártbizottság első titkára, beosztottja, Farkas György politikai munkatárs, továbbá Gróf István, a Járási Hivatal elnöke, valamint osztályvezetője, Bóka István. Párbeszédükből bontakozik ki a film alaphelyzete: a járási pártvezetők eltökélt szándéka, hogy Ferenczi Józsefet, a felcsúti Új Élet Mezőgazdasági Termelőszövetkezet elnökét meneszteni fogják, csak azt kell még eldönteniük, hogy ez „önkéntes” lemondással vagy visszahívó határozattal történjék-e. A helyzetet bonyolítja, hogy noha Ferenczi különféle melléküzemágak létesítésével a szanálástól mentette meg, sőt rövid idő alatt látványosan fel is virágoztatta a nem sokkal korábban még a csőd szélén tántorgó szövetkezetet, ám „módszereiben nem disztingvált”, „erkölcsi és anyagi károkat okozott”, aminek „büntetőjogi megítélése” is lehet. Ráadásul „polgári nézetei vannak”. Végül megegyeznek, hogy a „kontrax helyzet”-re (© Estélyi Gy.) tekintettel a határozat végrehajtását gondosan elő kell készíteni. Előbb a tsz vezetőségét és a felcsúti pártszervezetet tájékoztatják a bizottság döntéséről, majd a tagságot is „megdolgozzák”, hogy végül minden a párt elvárásainak megfelelően történjék. A jogszabályok szerint azonban az elnök leváltása a termelőszövetkezeti közgyűlés hatásköre (ez volna az ún. tsz-demokrácia), ezért a szereplők magukat is folytonosan figyelmeztetni kénytelenek a demokrácia szabályainak betartására. Ezek az önreflexiók azonban formálisak; végül megvitatják a következő tsz-elnököt jelölő bizottság kérdését is.
Estélyi: – Melyik megoldást válasszuk? És hogyan?
Bóka: – Lemondást. Ferenczi elvtárs amit bejelentett ma reggel nálam…
Gróf [félbeszakítja]: – Kierőszakolás nélküli lemondást.
Bóka: – Kierőszakolás nélkülit.
Gróf: – Értem. Tehát saját elhatározásából…
Bóka: – Saját elhatározásából.
Gróf: – …[a] törvényesség maximális betartása mellett.
Bóka: – Erről az oldalamról ismernek a vezető elvtársok, hogy… hogy nagyon kényesen vigyázok arra, amikor a termelőszövetkezet törvényességét mi vizsgáljuk, hogy én törvénytelen állapotot hozzak magam részéről részre [sic!].

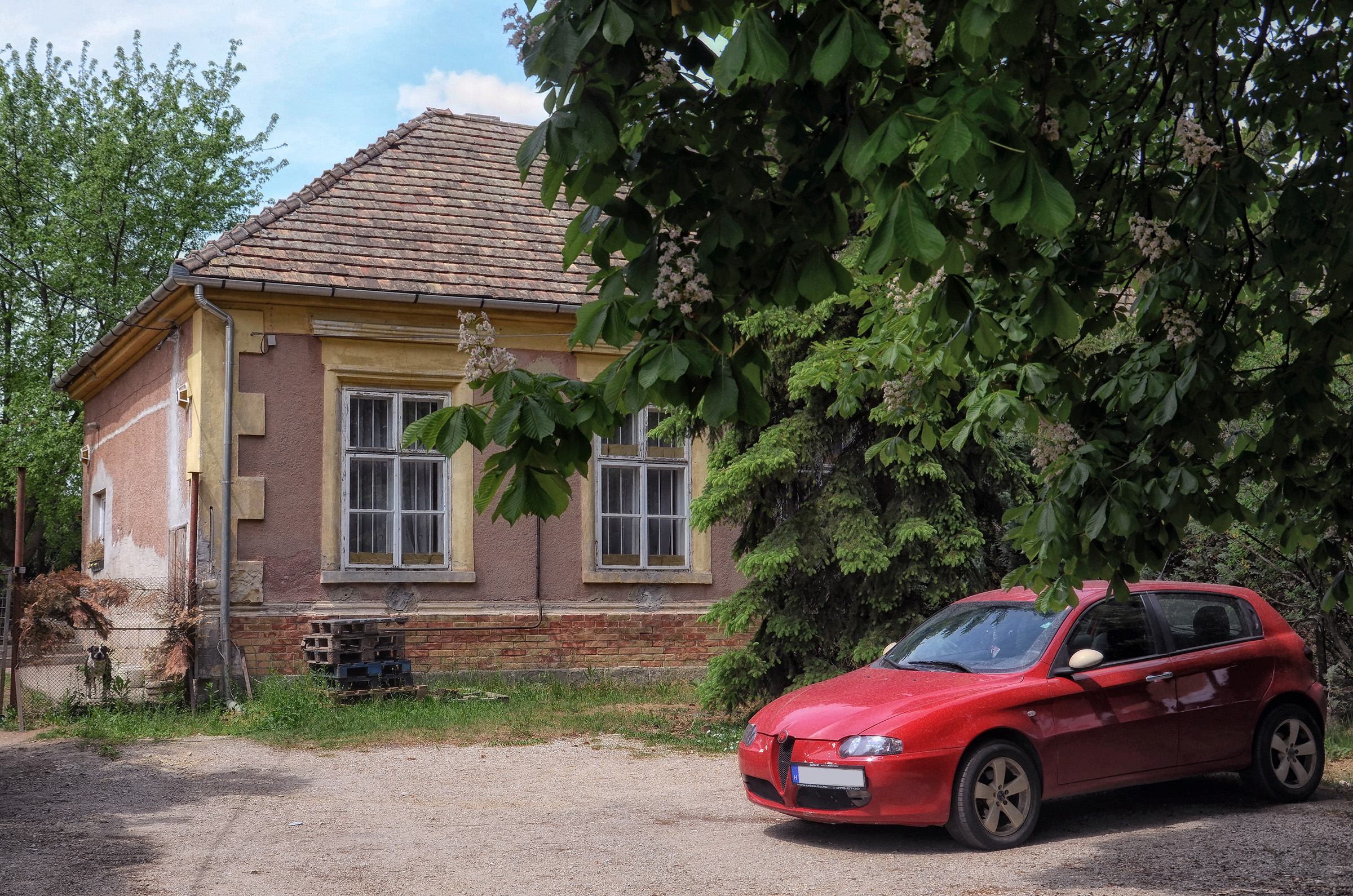
Az egykori felcsúti tsz-iroda épülete, a film egyik jelenetének helyszíne

Ezt követően beindulnak a gépezet fogaskerekei. A néző betekintést nyer egy szervezet működésébe, a dramaturgia eszközei tehát adottak és feszítettek: a járási pártbizottság megbeszélésétől a szervezeti lépcsőfokokon keresztül haladunk a termelőszövetkezet vezetőségi ülésén és a felcsúti pártszervezeti taggyűlésen át a tsz-közgyűlésig. A szövetkezeti demokráciát csupán szólamaikban féltő pártfunkcionáriusok fenyegetőznek és légből kapott vagy alig megalapozott vádakkal állnak elő: Ferenczi tsz-elnök éves gazdasági beszámolója csak számokat tartalmaz, de „nincs benn vetület”; büntetett előéletű anyagbeszerzőt alkalmazott, aki ráadásul valamiféle – a filmben nem részletezett, de a korabeli lapokban olvasható – lányfuttatási ügybe keveredett (ez az ún. Fischer-ügy, aminek apropóján az elvtársak nem mulasztanak el bizalmaskodóan tréfálkozni); szabálytalanságot észleltek a tűzoltókészülékek ellenőrzésével és felújításával foglalkozó melléküzemág munkája körül (voltaképpen ez az egyetlen konkrétum, amibe okkal bele tudnak kötni); Ferenczi ráadásul a reprezentációs költségkeretet is rendre túllépi, amellett a fizetése is aránytalanul magas. A vádakat Ferenczi és a tsz-tagok ugyan cáfolják vagy árnyalják, de újra és újra előkerülnek, a bicskei pártvezetők minden megszólalásukban ezeket sulykolják. Katartikus élményt nyújt, ahogy a gyűléseken részt vevő téeszparasztok megszólalásaikkal igyekeznek gondolkodásmódjukba, nyelvi eszköztárukba illeszteni a hivatalos pártzsargonban megfogalmazott tisztességtelen, érthetetlen és megfoghatatlan vádaskodásokat, az elnökük leváltására irányuló központi akarat megnyilvánulási formáit.
– Az a magosabb műveltségű ember vagy tudású vagy beszédre tanult, vagy nem tudom én, mire tanult ember hogy tudja előadni…! Minket meg tudnak győződni arról… győztek… már meggyőztek arról is, hogy a hetven forint több, mint a száz forint. Meggyőznek, mert addig beszélnek, addig beszélnek, hogy a végén az tényleg több, mint a száz forint…

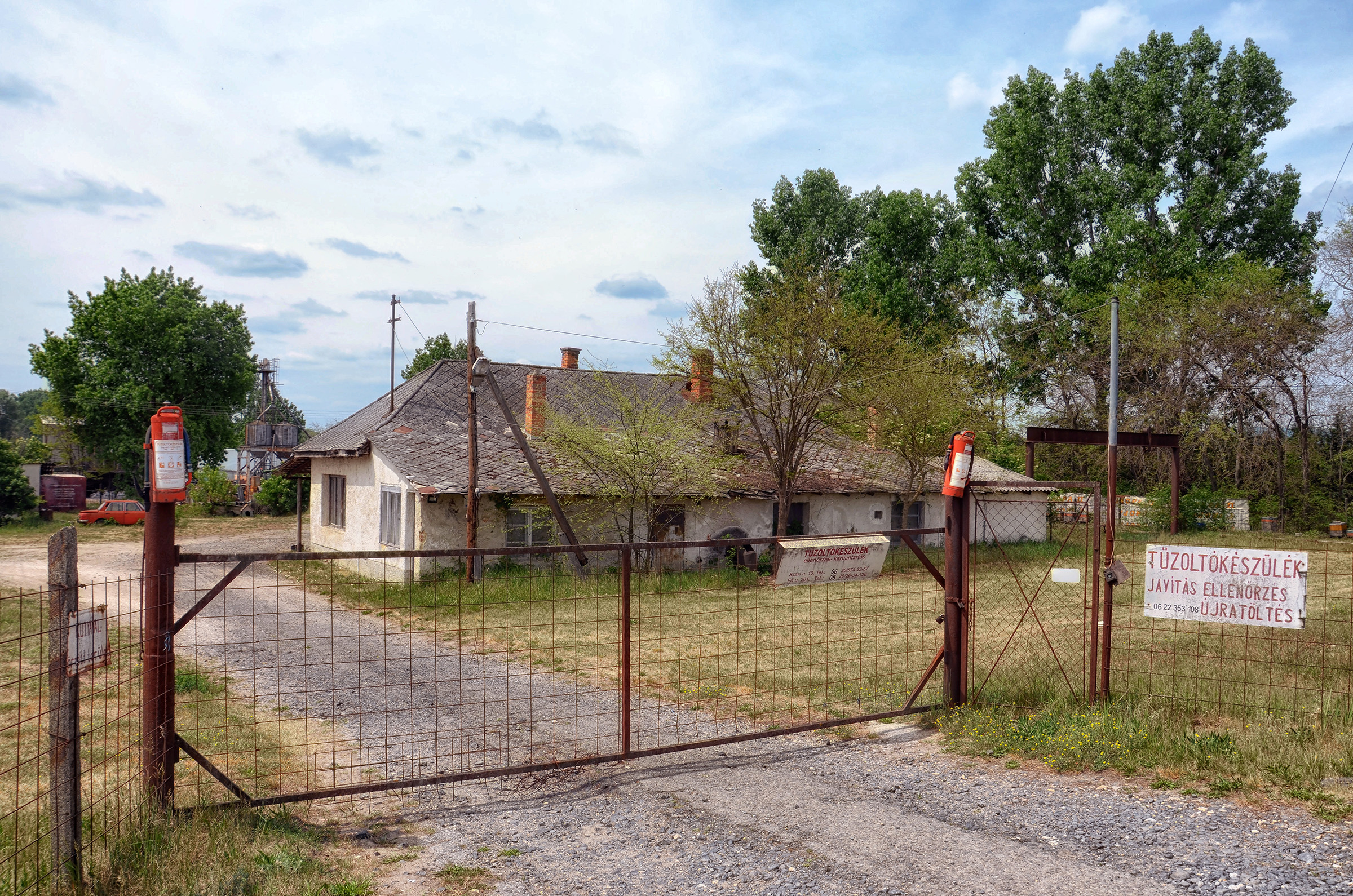
A Ferenczi elnöksége alatt létesített tsz-melléküzemágnak a filmben többször is említett, még 2020-ban is üzemelő tűzoltókészülék-javító telepe

A közgyűlés látszólag happy-enddel zárul: a tsz-parasztok titkos szavazással elutasítják az elnök menesztésére vonatkozó határozatot, és bár a szavazás eredményét a vezetés az utolsó pillanatban megpróbálja elsumákolni, a Ferenczi által meghívott jogásznak köszönhetően kiderül a szabálytalanság és arra kényszeríti a bizottságot, hogy elismerje vereségét. Győzni látszik tehát a józan ész és a közösségi érdek. A film végén azonban visszatérünk a dohányfüstös pártirodára, ahol az első titkár és elvtársai három hónappal később levonják kudarcuk tanulságait, cinikus kárörömmel nyugtázva a téeszben azóta beindult bomlási folyamatokat, a tagság Ferenczitől való állítólagos elpártolását, amit Estélyi a párt meggyőzésre irányuló eredményes „nevelő munkájának” tulajdonít, és végszóként megállapítja, hogy még sok a tennivaló ezen a téren. Aknamunkájuk elérte célját: Ferenczi 1972 őszén lemondott tsz-elnöki funkciójáról, a közgyűlés pedig 1973 elején fegyelmi vizsgálatot indított ellene – minderről azonban már csak egy felirat tudósít a film zárójelenetében.

## Közreműködők
- Rendező: Ember Judit, Gazdag Gyula
- Operatőr: Jankura Péter
- Gyártásvezető: Dimény Tibor
- Vágó: Gazdag Gyula
- Hangmérnök: Sipos István
- Munkatársak: Csákány Zsuzsa, Gonda Géza, Kátai Ferenc, Kürtös Előd, Mórocz Sándor, Szilágyi Judit
- Az 1982-es technikai felújítás munkatársai: Kende Tamás, Sívó Júlia, Mórocz Sándor (gyártásvezető), Pleskonics József, Tímár Péter (trükkoperatőr)

### Szereplők
- Ferenczi József (Cibakháza, 1934 – ?), a felcsúti Új Élet Mezőgazdasági Termelőszövetkezet elnöke. 1972. november 27-én lemondatták – hivatalosan „visszahívták” – a szövetkezet éléről, fegyelmit indítottak ellene, majd büntetőperben meghurcolták és 1975 márciusában másodfokon négy hónap, felfüggesztett szabadságvesztésre ítélték. A mezőgazdász végzettségű agrárszakember nem tudott többé a képzettségének megfelelő munkakörben dolgozni: kénytelen volt elszegődni egy fagylaltos céghez, mellette ruhákat szabott, végül vágóhídi segédmunkásként ment nyugdíjba. Az Új Élet Tsz élére új elnök került, akit azonban egy év után a tagság elzavart, de ezzel a szövetkezet önállósága meg is szűnt, az alcsúti tsz-hez csatolták őket.

A Bicskei Pártbizottság tagjai:
- Estélyi Gyula (Bánhida, 1926 – Bicske, 1975), az MSZMP Bicskei Járási Bizottságának első titkára, megyei tanácstag. 1945 előtt mezőgazdasági munkás volt, majd a rendőrség kötelékében vállalt szolgálatot. Két év pártfőiskola után az MDP-ben gyors karriert csinált, 1951-ben már járási első titkár Móron, ahol az 56-os forradalom napjaiban meg akarták lincselni, ezért először Szárra menekült, majd Bicskén telepedett le.. A film következményeként őt is elmozdították vezető pozíciójából, és lefokozták ÁFÉSZ-elnökké. Ezt a bukást a végtelenségig hiú, hithű kommunista Estélyi nem tudta feldolgozni: 49 évesen szívroham végzett vele. Zsebében állítólag a ’72-es párthatározat agyonolvasott, gyűrött példányát találta meg a halottkém. 1975. október 15-én, Bicskén temették el. Sírja a megye és a járás kommunistáinak egyik zarándokhelye lett, ahol a helyi pártbizottság szervezésében évente tartottak megemlékezést és koszorúzást, egészen a rendszerváltásig. Elismerései: Népköztársaságért Érdemérem; Munka Érdemrend ezüst- és aranyfokozat.[7][8][9][10][11][12]
- Farkas György (?–?), az MSZMP Bicskei Járási Bizottságának politikai munkatársa
- Bóka István (?–?), a Bicskei Járási Hivatal élelmezési és kereskedelmi osztályának vezetője
- Gróf István (1921–?), a Bicskei Járási Hivatal elnöke
- dr. Holndonner Ferenc (?–1983), a Bicskei Járási Ügyészség vezetője, pb-tag;[13] Ferenczi meghívására és védelmében jelentette ki a közgyűlésen, hogy a vádakkal kapcsolatban nem tud nyilatkozni, mert még tart a vizsgálat

Ferenczi belső ellenzéke:
- Treuer József, az Új Élet Termelőszövetkezet főkönyvelője
- Csepeli Ágoston, a tsz párttitkára; 1973-ban leváltották
- Hajnáczki Pál, a tsz főagronómusa
- Molnár Ferenc, községi tanácselnök[14]

A gyűléseken felszólaló felcsútiak: Harangozó Ferenc (70. perc), Horváth Sarolta (67–69. perc), Virág József (46. perc)

## Elkészítése
A Balázs Béla Stúdió 1969-es átszervezésekor fiatal filmesek szociológiai filmcsoport létrehozását kezdeményezték, meghirdetve a „műfaji kötöttségektől mentes”, a valóságot jobban megközelítő szociológiai dokumentumfilmek készítésének programját. Ehhez a stúdió filmkészítési gyakorlatát is átalakították, rugalmasabbá tették: filmenként 150 ezer forintos keretet határoztak meg, és az engedélyt nem kötötték előzetes forgatókönyvhöz. A dokumentarista programnak kedvezett, hogy a Színház- és Filmművészeti Főiskoláról az előző évtizedben került ki a dokumentaristáknak az a nemzedéke, amelynek tagjait már a valóságfeltáró riportok készítésének fogásaival vértezték fel. Az egyik meghatározó irányvonal az állampárt által kommunikált közéleti és társadalmi problémákba való bekapcsolódás volt. Népszerűek voltak a fiatalok és a pedagógusok életét bemutató, ifjúságpolitikai és oktatásügyi vonatkozású alkotások. Az elkövetkező években egymás után készültek a jól megválasztott társadalmi helyzeteket a külső szemlélő látószögéből, előítéletmentesen, az eseményekbe be nem avatkozó, a szereplők dialógusait és gesztusait nagytotálokban éles tekintettel láttató, a 70-es évek eleji magyar társadalom ellentmondásait bemutató dokumentumfilmek.
Különösen sikeresek voltak Gazdag Gyula rendező és Jankura Péter operatőr közös munkái, közülük is az 1970-ben A válogatás címen elkészült 41 perces film, amely egy üzemi beatzenekar kiválasztásának és szerződtetésének nehézségeit, a beavatkozni akaró kultúrpolitika önkényességét ábrázolta. Párosukhoz csatlakozott 1972-ben az addig két dokumentum-rövidfilmet készítő Ember Judit, és a „Szociológiai filmcsoportot!” programjának megfelelően lehívták a 150 ezres forgatási keretet, hogy elkészítsék az akkor még Párthatározat munkacímen futó filmjüket, a hivatalos direktíva szerint a tsz-demokráciáról. A Bicskei Járási Pártbizottság vezetője, Estélyi Gyula készséggel beleegyezett a forgatásba, miután ellenezte az új gazdasági mechanizmus intézkedéseit, a termelőszövetkezeti melléküzemágak megjelenését, s úgy vélte, a film politikai hasznot hajthat. A költségvetéshez és a pártszervezet menetrendjéhez igazított, előre kitűzött forgatási napok szűkre szabták a forgatócsoport lehetőségeit. Csak a már egyeztetett szervezeti üléseken vehettek részt, a háttéralkuk, folyosói beszélgetések és meggyőzési kísérletek rögzítésére nem volt mód. Az utolsó tsz-közgyűlésre már pénz se maradt, így csak a film végfeliratában informálták a nézőket a további fejleményekről. A 35 mm-es filmszalagra rögzített 16 órányi anyagból megvágott dokumentumfilm így is szokatlanul hosszú lett: játékideje 100 perc.
Noha az alkotók azonosultak a kibontakozóban lévő objektivista dokumentumfilmes szempontokkal, azaz céljuk a jól megválasztott szituációk ráhatás nélküli rögzítése volt, a filmnek keretet adó járási pártbizottsági megbeszéléseket a szereplők utólag rekonstruálták, a rendezők kérésére. Az események, konfliktusok, megszólalások maguk szülte dramaturgiája mellett sok múlt az operatőri munkán is. Jankura objektívje a pártbizottsági megbeszéléseken imbolyogva, körözve pásztázza végig a beszélő, hallgató, cigarettázó arcokat, míg a nagyobb gyűléseken a hagyományos, letisztult dokumentarista kamerakezelés dominál, habár a zárt, gyakran nyomasztóan zsúfolt terek tagadhatatlanul fokozzák a hangulatteremtő erőt. Az események felvétele többnyire két könnyű kamerával és egyenes hangrögzítéssel történt, a cinéma direct elveinek megfelelően.

## Fogadtatása
Az utómunkálatokkal 1973-ra elkészült film bemutatását és forgalmazását Aczél György egyből letiltotta. Ettől függetlenül a filmszakmában szinte azonnal ismertté és elismertté vált A határozat, melyet a magyar filmes dokumentarizmus egyik legjelentősebb alkotásának tartottak és tartanak mindmáig. Bársony Éva azt méltatta, ahogy az alkotók filmjükben beavatkozás nélkül segítik a rálátást a folyamatok és dialógusok mögöttes összefüggéseire. Báron György kiélezett, erős sodrású drámaként, a feszültséget fokozatosan felépítő, izgalmas filmként értékelte, egy későbbi kritikájában pedig „mércé”-nek és „jelzőbójá”-nak  nevezve a mondanivalóját sűrítetten és hatásosan megfogalmazó filmet. Fekete Ibolya filmrendező 35 évvel a film elkészülte után is iszonyúan erős, szikár, pontos és kikezdhetetlen műnek tartotta A határozatot. A film egyes jeleneteit állítólag pártiskolákon vetítették, Estélyi elvtárs megszólalásaival illusztrálandó, hogyan nem viselkedhet egy járási pártfunkcionárius.
Kiemelkedő a film politikatörténeti jelentősége is, amennyiben a hagyományos történészi narratívák alternatívájaként a hetvenes évek Magyarországának mikrotörténeti aspektusába, a mindennapok társadalomhistóriájába nyújt párját ritkítóan pontos betekintést. A határozat, noha csupán egy helyi jelentőségű konfliktust jár körül, az ennek során megragadott folyamatok és visszásságok bemutatásával a társadalmat működtető rendszer és a kor belpolitikájának egészére nézve is tanulságokkal és következtetésekkel szolgál.
A filmet 1984 februárjában mutatták be először, de a forgalmazását még hosszú évekig nem engedélyezték. Az alkotást azonban így is mintegy százezren látták a 80-as években különféle vetítéseken, melyeket művelődési házakban, ifjúsági és filmklubokban, kollégiumokban rendeztek. 1987. december 2-án a zuglói Kassák Klubban tartott vetítés után a nézők Ember Judittal is beszélgethettek. A határozatot filmszínházban először 1993. november 14-én mutatták be, a Toldi mozi kistermében, 1996. május 29-én pedig a televízió 1-es csatornája is műsorra tűzte, késő este. A film dialógusai 1994-ben megjelentek Gazdag Gyula Képeskönyv 1958–1979 c. kötetében. A Magyar Nemzeti Digitális Archívum és Filmintézet 2012-ben DVD-formátumban jelentette meg a filmet.

### Díjai, elismerései
1984-ben a film nagy botrányok és sajtózárlat közepette, a filmfőigazgató tiltakozása ellenére megkapta a 17. Magyar Játékfilmszemle szakmai zsűrijétől a legjobb rendezésnek járó díjat, amiről a nagyközönség csak évekkel később értesült. 1985 februárjában a film nevezést kapott a Berlinalén belül megrendezett Fiatal Filmesek Fórumán, júniusban pedig a Sydney Filmfesztivál Gazdag Gyula-retrospektív szekcióján belül vetítették, és még ugyanabban az évben megfordult Edinburgh, London filmfesztiváljain is. Itthon továbbra sem került forgalmazásba, de a következő évek során bejárta a világ több fesztiválját: New York, Minneapolis, Jeruzsálem (1986), Párizs (1987). Az Amerikai Filmintézet az alkotást beválogatta minden idők 100 legjobb dokumentumfilmje közé.
A 2008. november 4–9. között Budapesten megrendezett V. Verzio Nemzetközi Emberi Jogi Dokumentumfilm-fesztivál keretében A határozatot négy másik filmmel együtt külön blokkban vetítették mint a műfaj egyik klasszikusát.